# Dark Reign: The Future of War
Dark Reign: the Future of War è un videogioco di strategia in tempo reale ambientato durante un'immaginaria guerra in un ipotetico futuro, sviluppato da Auran e pubblicato nel 1997 per Microsoft Windows dalla Activision.
È stata prodotta un'espansione intitolata Dark Reign: Rise of the Shadowhand fatta dalla stessa casa di sviluppo nell'anno 1998, e un seguito intitolato Dark Reign 2 dell'anno 2000, sviluppato da Pandemic Studios.

## Trama
Il gioco tratta di due fazioni avverse che si contendono la galassia: la prima è il cosiddetto "Impero", il quale tiene sotto controllo tutta la galassia tramite il pugno di ferro e l'acqua, su cui è nata una vera e propria tirannia economica dell'Impero; la seconda sono le "Guardie della Libertà", un miscuglio di "marchiati" – uomini che devono morire all'età di 25 anni tramite enzimi che gli sono stati iniettati dagli scienziati imperiali – e umani comuni, che si ribellano alla tirannia dell'Impero.
La storia parla di Togra, brillante scienziato che venne quasi ucciso dall'Impero stesso durante un viaggio spaziale con i suoi assistenti. Togra riuscì a fuggire e la nave danneggiata arrivò a Strata-7, un pianeta dove tempo trova la morte in un conflitto tra le due fazioni avverse.
il giocatore sarà uno dei sopravvissuti della civiltà Tograna, civiltà fondata dai sopravvissuti all'agguato dell'Impero e arrivati in un pianeta diverso da dove precipitò Togra.
Il giocatore riceverà un messaggio dallo scienziato tramite una capsula: dentro la capsula c'è un dispositivo che può portare il giocatore indietro nel tempo, precisamente allo scontro di Strata-7 dove dovrà salvare Togra e cambiare il corso degli eventi. Tuttavia il giocatore deve superare varie registrazioni di battaglie tra Impero e Guardie della Libertà in cui può impersonare uno dei due schieramenti come "prove" per accedere alla macchina temporale.

## Modalità di gioco
Ci sono due campagne per il gioco in singolo relative a: "Impero" e "Guardie della Libertà".
Sono presenti missioni di esercitazione e alcune battaglie; inoltre si ha a disposizione un completo editor di mappe e scenari (questi sono poi utilizzabili sia per il gioco in gruppo su LAN o su Internet che in singolo contro il computer).